# Marc la gâchette
Pour plus de détails, voir Fiche technique et Distribution.
Marc la gâchette ou Justice sans sommation (Mark il poliziotto spara per primo) est un film italien réalisé par Stelvio Massi, sorti en 1975, avec Franco Gasparri, Lee J. Cobb, Massimo Girotti, Ely Galleani, Nino Benvenuti et Spýros Fokás dans les rôles principaux. Il s'agit de la suite du néo-polar Un flic voit rouge (Mark il poliziotto) sortit la même année.

## Synopsis
Le commissaire Mark Terzi (Franco Gasparri) arrive dans la ville de Gênes pour enquêter sur une série de meurtres signé de la main du Sphinx dans ce qui ressemble à une vengeance ciblée. Il retrouve une ancienne connaissance, l'homme d'affaires Benzi (Lee J. Cobb), et découvre que ce dernier est lié aux meurtres.

## Fiche technique
- Titre : Marc la gâchette ou Justice sans sommation
- Titre original : Mark il poliziotto spara per primo
- Réalisation : Stelvio Massi
- Scénario : Teodoro Corrà, Raniero Di Giovanbattista, Dardano Sacchetti et Stelvio Massi
- Photographie : Federico Zanni
- Montage : Mauro Bonanni (it)
- Musique : Adriano Fabi
- Décors : Giovanni Fratalocchi
- Costumes : Carlo Leva
- Société(s) de production : Produzioni Atlas Consorziate
- Pays d'origine :  Italie
- Langue : Italien
- Format : Couleur
- Genre : Néo-polar italien
- Durée : 100 minutes
- Dates de sortie :
  -  Italie : 22 décembre 1975
  -  France : avril 1979

## Distribution
- Franco Gasparri (VF : Gérard Hernandez) : le commissaire Mark Terzi
- Lee J. Cobb (VF : René Arrieu) : l'homme d'affaires Benzi
- Massimo Girotti (VF : Jean-Claude Michel) : le commissaire adjoint Spaini
- Ely Galleani:  Angela Frizzo
- Nino Benvenuti (VF : Maurice Sarfati) : Ghini
- Spýros Fokás (VF : Michel Paulin) : Morini
- Archimede Muzi (VF : Daniel Gall) : Pino
- Edoardo Florio (VF : Claude Dasset) : Andrea Gatti, alias le Sphynx
- Ida Meda (VF : Béatrice Delfe) : Franca Frizzo
- Gianni Ottaviani (VF : Jean-Pierre Leroux) : Juge Guglielmi
- Andrea Aureli (VF : Roger Lumont) : un journaliste
- Guido Celano (VF : Louis Arbessier) : Mario Borelli
- Roberto Caporali (VF : Maurice Sarfati) : Bernardi
- Francesco D'Adda (VF : Jean-Pierre Leroux) : le comptable de Ghini
- Margherita Horowitz (VF : Ginette Franck) : Marta Clerici
- Tom Felleghy (VF : Jacques Chevalier) : Dr Marchi
- Leonardo Severini (it) (VF : Jean-Jacques Steen) : Colantuoni
- Mauro Vestri (it) (VF : Jean-Louis Maury) : le directeur du Sporting Club
- Cesare Di Vito (VF : Albert Augier) : Tommasi

## Autour du film
- Il s'agit du second film consacré aux aventures du commissaire Terzi, après la sortie au cœur de l'été 1975 et le succès d'Un flic voit rouge (Mark il poliziotto), dans lequel Franco Gasparri incarnait déjà le personnage du commissaire.
- Le film a été tourné dans la région de la Ligurie et plus particulièrement dans les villes de Gênes et de Savone.

## Sources
- (en) Roberto Curti, Italian Crime Filmography, 1968-1980, Jefferson, McFarland, 2013, 330 p. (ISBN 978-0-7864-6976-5, lire en ligne).
- (it) Fulvio Fulvi, Poliziotti senza paura : Stelvio Massi e il cinema d'azione, Plombino, Associazione Culturale Il Foglio, 2010, 231 p. (ISBN 978-88-7606-278-0).